# 말굽 이론

말굽 이론의 지지자들은 극좌파와 극우파가 정치 중심에 있는 것보다 서로 더 가깝다고 주장한다.

말굽 이론, 말발굽 이론(Horseshoe theory)은 대중 담론에서 극좌파와 극우파가 정치적 스펙트럼의 선형 연속체에서 서로 반대편에 있는 것이 아니라 서로 밀접하게 유사하다고 주장하는 이론이다. 편자, 즉 말굽이 서로 가까이 있는 것을 빗댄 것이다. 이 이론은 프랑스의 철학자이자 소설가이자 시 작가인 장 피에르 페이의 2002년 저서 "이데올로기의 세기"(Le Siècle des idéologies)에서 기인한다.
몇몇 정치학자, 심리학자, 사회학자들은 말굽 이론을 비판해 왔다. 지지자들은 극단 사이에 인식된 유사점이 많다는 점을 지적하고 둘 다 권위주의나 전체주의를 지지하는 경향이 있다고 주장한다. 이는 정치학 분야의 학자들에 의해 뒷받침되지 않는 것으로 보이며, 이 주제에 대한 동료 검토 연구 사례도 거의 없다. 기존 연구와 포괄적인 검토는 제한된 지원과 특정 조건에서만 나타나는 경우가 많다. 이것들은 일반적으로 이론의 중심 전제와 모순된다.

## 같이 보기
- 좌익과 우익
- 중립성 (철학)